# مذبحة بور
مذبحة بور كانت مذبحة لحوالي 2000 مدني في بور في 15 نوفمبر 1991 خلال الحرب الأهلية السودانية الثانية. نفذت المجزرة في الغالب من قبل مقاتلي النوير من الجيش الشعبي لتحرير السودان - ناصر بقيادة رياك مشار والجماعة المسلحة المعروفة باسم جيش النوير الأبيض. وقالت منظمة العفو الدولية إن 2000 دينكا على الأقل قُتلوا، رغم أن العدد الحقيقي ربما يكون أعلى. في السنوات التي تلت ذلك، مات ما يقرب من 25000 آخرين بسبب المجاعة حيث سُرقت مواشيهم أو أصيبوا بأعيرة نارية وأدى القتال إلى نزوحهم من الأرض التي كانوا يزرعونها ذات مرة. في ذلك الوقت، وصف رياك مشار الحادث بأنه «إشاعة» و«أسطورة». وفي عام 2012، اعتذر علنًا عن دوره في المجزرة.